# 니오 ES6
니오 ES6(영어: NIO ES6)는 니오에서 2019년부터 생산 중인 SUV이다.
가격은 358,000 위안~548,000 위안이다.

## 사양
니오 ES6는 니오 ES8처럼 교체 가능한 패키지인 리튬 이온 전지로 구동된다.
축간거리는 2,900mm이고 전장은 4,850mm이다.

## 경쟁 차종
- 테슬라 - 테슬라 모델 Y
- 현대자동차 - 현대 코나